# Arthur Hussey
Arthur Duncan Hussey, detto Art (Toledo, 5 marzo 1882 – Toledo, 11 maggio 1915), è stato un golfista statunitense.

## Carriera
Hussey partecipò ai Giochi olimpici di Saint Louis 1904, dove vinse una medaglia di bronzo nel torneo a squadre. Nella stessa Olimpiade, prese parte al torneo individuale, in cui giunse quarantesimo a pari merito con Herbert Sumney.

## Palmarès
In carriera ha conseguito i seguenti risultati:
- Giochi olimpici

St. Louis 1904: una medaglia di bronzo nel torneo a squadre.